# Oswaldo de Estanglia
Oswaldo de Estanglia también Oswaldo el Santo fue rey de Anglia Oriental, en la actual Inglaterra, durante la década de 870, sucediendo a Edmundo el Mártir tras su muerte. No se conocen pruebas textuales de su reinado, pero sí monedas inscritas con su nombre. De origen noruego, las sagas islandesas le mencionan como Ósvaldur Englakonungur y Ósvaldur af Austur Anglíu.

## Reinado
Las pruebas sugieren que durante el período comprendido entre la muerte de Edmundo y el regreso de Guthrum a Anglia Oriental en 880, Oswaldo y Etelredo gobernaron Anglia Oriental como reyes clientelares. Es posible que la aristocracia de Anglia Oriental quedase prácticamente extinguida, aunque no del todo, por los ataques vikingos que provocaron la muerte de Edmundo, y que en los años en que Oswaldo, Etelredo y Guthrum gobernaron sucesivamente el reino, hubiera un período de oposición o desafío contra el liderazgo danés. Los vikingos gobernaron Anglia Oriental desde la llegada de Oswald hasta 920, cuando Anglia Oriental fue incorporada al reino de Inglaterra, tras la derrota de los daneses por Eduardo el Viejo.

## Monedas
La existencia de Oswaldo como rey se conoce únicamente por las monedas acuñadas con su nombre. Las monedas y los lingotes de plata se utilizaron durante todo este período, en el que los vikingos continuaron la tradición anglosajona de producir peniques de plata, aunque a un ritmo bastante reducido. Se conocen ocho monedas de los reinados de Etelredo y Oswaldo, mientras que se sabe que más de 200 monedas fueron fabricadas por los acuñadores del predecesor de Oswaldo, Edmundo.
En el tesoro de Cuerdale se encontraron algunas monedas con el nombre de Oswaldo. Las monedas pueden fecharse entre los años 870 y 900, tras la muerte de Edmundo. Una moneda, producida por un acuñador cuyo nombre empezaba por Beor..., es del tipo "templo"; otra tiene un Alfa, un diseño común en Anglia Oriental.

## Herencia
Las sagas escandinavas citan su matrimonio con Ulvrun (apodada la nonata), hija de Edmundo el Mártir. Fruto de esa relación nació Vilborg Ósvaldsdóttir (n. 860) quien sería esposa de Þórður Hrappsson, uno de los primeros colonos vikingos de Islandia, y otra relación con Runólfur Gissurarson (n. 870), cuya hija 
Valgerður Runólfsdóttir sería esposa de Einar Auðunsson.